# Risotto alla certosina
La risotto alla certosina è un primo piatto tipico della provincia di Pavia, in Lombardia.

## Storia
La ricetta del risotto alla certosina è stata inventata dai frati della Certosa di Pavia, da cui il nome della pietanza. I monaci hanno poi trasmesso la ricetta alle osterie, alle taverne e alle famiglie del luogo, che ne hanno mantenuto la tradizione, seppur con qualche modifica rispetto alla ricetta originale, fino ai giorni nostri. Una delle varianti operate sulla ricetta originale è l'aggiunta del burro: i frati, per via delle loro regole monastiche, non possono mangiarlo.
Gli ingredienti principali del risotto alla certosina sono il riso, i piselli, i funghi, i gamberi d'acqua dolce, il pesce persico e le rane: è quindi un piatto ricco che veniva originariamente consumato nei giorni di festa. Gli ingredienti richiamano gli aspetti naturali del Pavese, ovvero i fiumi (Po e Ticino), gli orti e i boschi.